# Inger Björkbom
Britt Inger Björkbom (ur. 6 listopada 1961 w Östersund) – szwedzka biathlonistka, trzykrotna medalistka mistrzostw świata.

## Kariera
W zawodach Pucharu Świata zadebiutowała 14 lutego 1986 roku w Falun, zajmując 10. miejsce w biegu indywidualnym. Tym samym już w debiucie zdobyła pierwsze punkty. Jedyny raz na podium zawodów pucharowych stanęła 20 stycznia 1990 roku w Anterselvie, kończąc rywalizację w tej samej konkurencji na trzeciej pozycji. W zawodach tych wyprzedziły ją tylko Cwetana Krystewa z Bułgarii i Norweżka Anne Elvebakk. Najlepsze wyniki osiągnęła w sezonie 1990/1991, kiedy zajęła 22. miejsce w klasyfikacji generalnej.
Podczas mistrzostw świata w Falun w 1986 roku wspólnie z Evą Korpelą i Sabiene Karlsson zdobyła srebrny medal w sztafecie. Był to pierwszy w historii medal dla Szwecji w tej konkurencji. Wynik ten Szwedki w składzie: Mia Stadig, Eva Korpela i Inger Björkbom powtórzyły na mistrzostwach świata w Lahti w 1987 roku. Ponadto podczas mistrzostw świata w Chamonix rok później, razem z Karlsson i Korpelą zajęła w sztafecie trzecie miejsce. Była też między innymi czwarta w biegu indywidualnym na mistrzostwach świata w Oslo/Mińsku/Kontiolahti w 1990 roku, przegrywając walkę o podium z Petrą Schaaf z RFN.
Brała też udział w igrzyskach olimpijskich w Albertville w 1992 roku, zajmując 12. miejsce w biegu indywidualnym, 26. w sprincie i 6. w sztafecie.

## Osiągnięcia

### Igrzyska olimpijskie
| Rok  | Miejscowość | Konkurencje | Konkurencje | Konkurencje | Konkurencje | Konkurencje | Konkurencje | Konkurencje |
| Rok  | Miejscowość | IN          | SP          | PU          | MS          | RL          | MR          | SR          |
| ---- | ----------- | ----------- | ----------- | ----------- | ----------- | ----------- | ----------- | ----------- |
| 1992 | Albertville | 12.         | 26.         | nd.         | nd.         | 6.          | nd.         | –           |

### Mistrzostwa świata
| Rok  | Miejscowość            | Konkurencje | Konkurencje | Konkurencje | Konkurencje | Konkurencje | Konkurencje | Konkurencje |
| Rok  | Miejscowość            | IN          | SP          | PU          | MS          | RL          | MR          | SR          |
| ---- | ---------------------- | ----------- | ----------- | ----------- | ----------- | ----------- | ----------- | ----------- |
| 1986 | Falun                  | 10.         | 16.         | nd.         | nd.         | 2.          | nd.         | –           |
| 1987 | Lahti                  | 29.         | –           | nd.         | nd.         | 2.          | nd.         | –           |
| 1988 | Chamonix               | 5.          | 9.          | nd.         | nd.         | 3.          | nd.         | –           |
| 1989 | Feistritz              | 21.         | 17.         | nd.         | nd.         | 7.          | nd.         | –           |
| 1990 | Oslo/Mińsk/Kontiolahti | 4.          | 19.         | nd.         | nd.         | 5.          | nd.         | –           |
| 1991 | Lahti                  | 12.         | –           | nd.         | nd.         | 10.         | nd.         | –           |

### Puchar Świata

#### Miejsca w klasyfikacji generalnej
| Sezon     | Miejsce |
| --------- | ------- |
| 1985/1986 | ?       |
| 1986/1987 | –       |
| 1987/1988 | ?       |
| 1988/1989 | 23.     |
| 1989/1990 | 24.     |
| 1990/1991 | 22.     |
| 1991/1992 | 37.     |

#### Miejsca na podium w zawodach chronologicznie
| Lp. | Dzień       | Rok  | Miejscowość | Konkurencja                | Lokata | Pudła   | Czas biegu | Strata | Zwycięzca        |
| --- | ----------- | ---- | ----------- | -------------------------- | ------ | ------- | ---------- | ------ | ---------------- |
| 1.  | 20 stycznia | 1990 | Anterselva  | Bieg indywidualny na 15 km | 3.     | 0+0+1+0 | 50:38,9    | +44,9  | Cwetana Krystewa |